# Chiesa di San Protaso
San Protaso è una chiesa di Milano, situata all'angolo tra piazzale Brescia e via Osoppo, nel Municipio 7; su di essa insiste l'omonima parrocchia di rito ambrosiano appartenente al decanato di San Siro-Sempione-Vercellina della zona pastorale I dell'arcidiocesi di Milano.

## Storia
Il quartiere San Siro sorse alla periferia occidentale di Milano a partire dalla seconda metà degli anni 1920, nell'area dell'antico centro abitato omonimo, inglobato nella città alla fine del XIX secolo.
Essendo necessaria la costruzione di una chiesa nella zona, l'arcidiocesi di Milano, nel 1931, acquistò a tal fine un terreno prospiciente piazzale Brescia; lo stesso anno, ebbe inizio da parte dell'Impresa di costruzioni Antonio Bassanini, l'edificazione della chiesa su progetto degli architetti Luigi e Felice Nava, per una spesa di 3 883 304 di lire. Terminata nella struttura ma non nell'apparato decorativo (che venne realizzato negli anni immediatamente successivi), venne consacrata dall'arcivescovo cardinale Alfredo Ildefonso Schuster l'11 aprile 1933; il giorno 8 dello stesso mese, era stata elevata a sede dell'omonima parrocchia, il cui titolo venne mutuato da quello della chiesa di San Protaso ad Monachos, situata nel centro di Milano e demolita nel 1930.

## Descrizione

### Misure e dimensioni
| Parametro               | Misura |
| ----------------------- | ------ |
| Lunghezza               | 47 m   |
| Larghezza del transetto | 27 m   |
| Altezza della cupola    | 36 m   |

### Esterno
L'esterno della chiesa è caratterizzato dal paramento murario in mattoncini, elemento tipico dell'architettura religiosa degli anni 1930.
La facciata, preceduta da un sagrato, è a capanna, e presenta nella parte inferiore un portico a tre arcate, separate da lesene, delle quali la centrale è più ampia rispetto alle due laterali; al di sotto di esso si aprono tre portali e altrettanti finestroni ad arco. La parte superiore del prospetto è movimentata dalla presenza di monofore più piccole e nicchie, e termina in alto con un semplice timpano triangolare sormontato da una croce.
Sul retro della chiesa vi è il campanile a torre; esso ospita, nella cella, un concerto di 5 campane in Re♭4.

### Interno
L'interno della chiesa è a pianta a croce latina; l'aula è costituita da un'unica navata coperta con volta a vela lunettata e affiancata da due cappelle per lato; la crociera è coperta con volta a vela con oculo centrale che, esternamente, è chiusa da una cupola con alto tamburo. Sia nella navata, sia nel transetto, la parte inferiore delle pareti è rivestita in marmo, quella superiore e la volta sono intonacate, con decorazioni ad affresco. In asse con la navata centrale si trova l'abside semicircolare, con l'altare maggiore marmoreo. Le finestre sono chiuse con vetrate policrome, di epoche e soggetto diversi.
A ridosso della parete dell'abside, su un'apposita cantoria, si trova l'organo a canne della chiesa. Questo venne costruito dalla ditta Balbiani-Vegezzi Bossi nel 1961 e dispone di 32 registri, con trasmissione elettropneumatica; la consolle, mobile indipendente, è a pavimento, ed ha due tastiere di 61 note ciascuna e pedaliera concavo-radiale di 32 note.